# Saizo Saito
Saizo Saito (japonès: 斎藤 才三)  (Osaka, 24 de setembre de 1908 - Japó, 2004) fou un futbolista japonès que disputà dos partits amb la selecció japonesa.
El maig de 1930, quan Saito era estudiant de la Universitat de Kwansei Gakuin, va ser seleccionat com a equip nacional del Japó per als Jocs del Campionat de l'Extrem Orient de 1930 a Tòquio i Japó va guanyar el campionat. En aquesta competició, el 25 de maig, va debutar contra Filipines. El 29 de maig també va jugar contra la República de la Xina. Va jugar 2 partits amb el Japó el 1930.